# Molly Culver
Molly E. Culver (* 18. Juli 1967 im Santa Clara County, Kalifornien) ist eine US-amerikanische Schauspielerin und Moderatorin.

## Werdegang
Molly Culver, die zu einem Viertel Chickasaw-Abstammung ist, wurde in Kalifornien geboren, wo sie mit einer Schwester und zwei Brüdern aufwuchs. Zunächst war sie u. a. in Werbespots für die bekannte Restaurantkette Olive Garden zu sehen und arbeitete auch als Model. Als Schauspielerin ist sie seit 1998 aktiv. Bekanntheit erlangte sie durch die Verkörperung der Tasha Dexter in der Serie V.I.P. – Die Bodyguards, die sie zwischen 1998 und 2002 in über 80 Episoden darstellte. Es folgten Auftritte in Serie wie Heist und Moonlight. Daneben war sie in kleinen Rolle in Wenn Liebe so einfach wäre und The Pack zu sehen.
In der Fernsehserie Criminal Minds stellte sie zwischen 2014 und 2015 die FBI-Agentin Tia Canning dar. Sie moderierte u. a. 2010 die All American Handyman-Show auf dem Sender HGTV.
Culver ist seit 2006 mit dem Stuntman Clay Cullen verheiratet. Im selben Jahr kam der gemeinsame Sohn, Sonny, zur Welt. Ihr Schwiegervater, Peter Cullen, ist ein kanadischer Synchronsprecher.

## Filmografie (Auswahl)
- 1998: Pacific Blue – Die Strandpolizei (Pacific Blue, Fernsehserie, Episode 3x20)
- 1998–2002: V.I.P. – Die Bodyguards (VIP, Fernsehserie, 88 Episoden)
- 2002: Warrior Angels
- 2006: Heist (Fernsehserie, 3 Episoden)
- 2007: Moonlight (Fernsehserie, Episode 1x03)
- 2009: 3 Minute Legs (Fernsehfilm)
- 2009: Pushed (Fernsehserie)
- 2018: The Pack
- 2009: Wenn Liebe so einfach wäre (It's Complicated)
- 2014–2015: Criminal Minds (Fernsehserie, 2 Episoden)